# ناحیه اکسکلسیور، میشیگان
ناحیه اکسکلسیور (به انگلیسی: Excelsior Township) یک منطقهٔ مسکونی در ایالات متحده آمریکا است که در شهرستان کالکاسکا، میشیگان واقع شده‌است.
 ناحیه اکسکلسیور  ۹۵۳ نفر جمعیت دارد و ۳۵۵ متر بالاتر از سطح دریا واقع شده‌است.